# Vitskär (vid Gullkrona, Nagu)
För andra betydelser, se Vitskär (olika betydelser).
Vitskär är en ö nära Stenskär i Nagu,  Finland. Den ligger i Skärgårdshavet och öster om Gullkrona i Pargas stad i den ekonomiska regionen  Åboland i landskapet Egentliga Finland, i den sydvästra delen av landet. Ön ligger omkring 5 kilometer nordost om Stenskär, 17 kilometer sydost om Nagu kyrka, 39 kilometer söder om Åbo och omkring 160 kilometer väster om Helsingfors. Närmaste allmänna förbindelse är förbindelsebryggan vid Gullkrona som trafikeras av M/S Nordep och M/S Cheri.
Öns area är 2 hektar och dess största längd är 230 meter i nord-sydlig riktning.